# 丽都厅
丽都厅（英語：Rideau Hall），正式名称為加拿大總督府（Government House），是加拿大君主及其代表加拿大总督在渥太华的官邸，自1867年使用至今。它位于加拿大首都渥太華的修適士徑1号，面积0.36平方公里（88 英亩），主楼有约175个房间，9,500 m2 (102,000 sq ft)。丽都厅位于市中心以外，具有私人住宅的特色。
1977年，丽都厅及周边场地被指定为加拿大国家历史遗产。丽都厅附近的丽都小屋是加拿大总理杜鲁多的临时官邸。

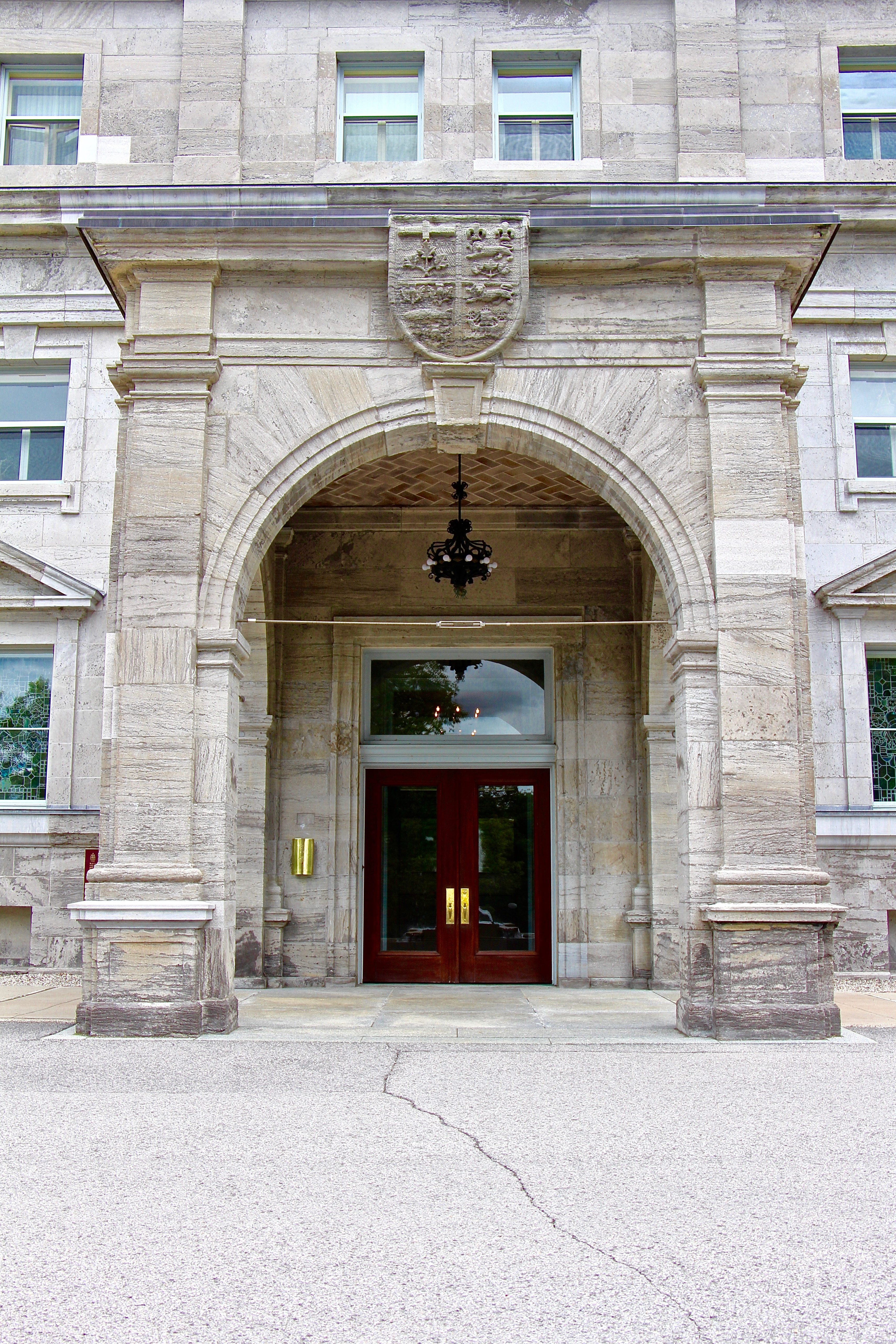
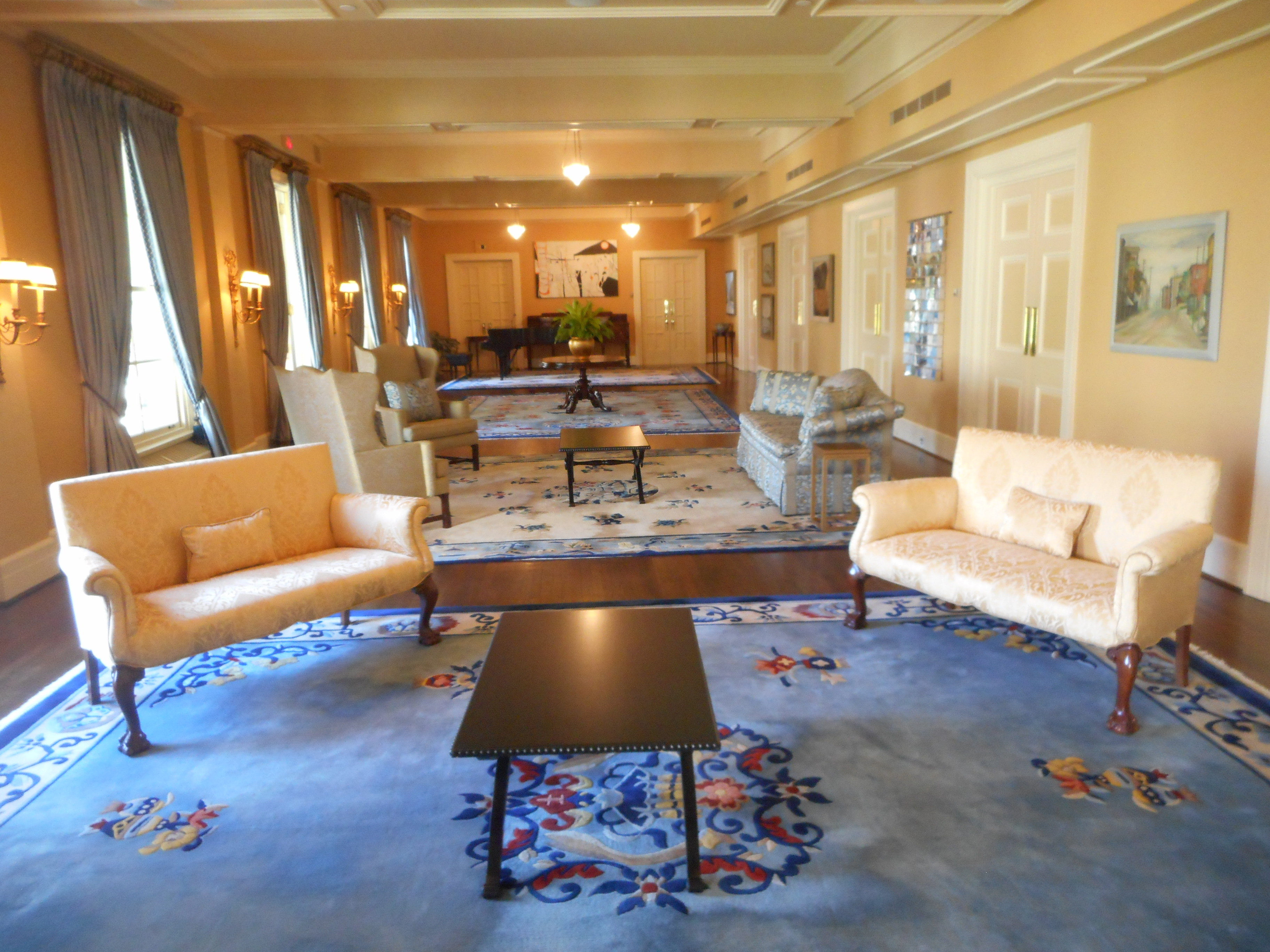
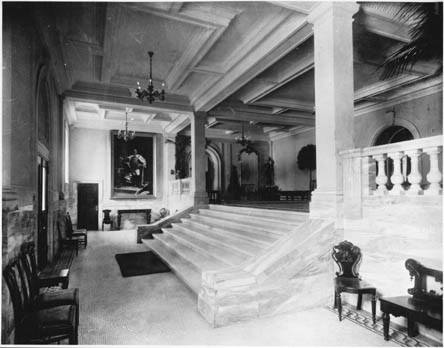
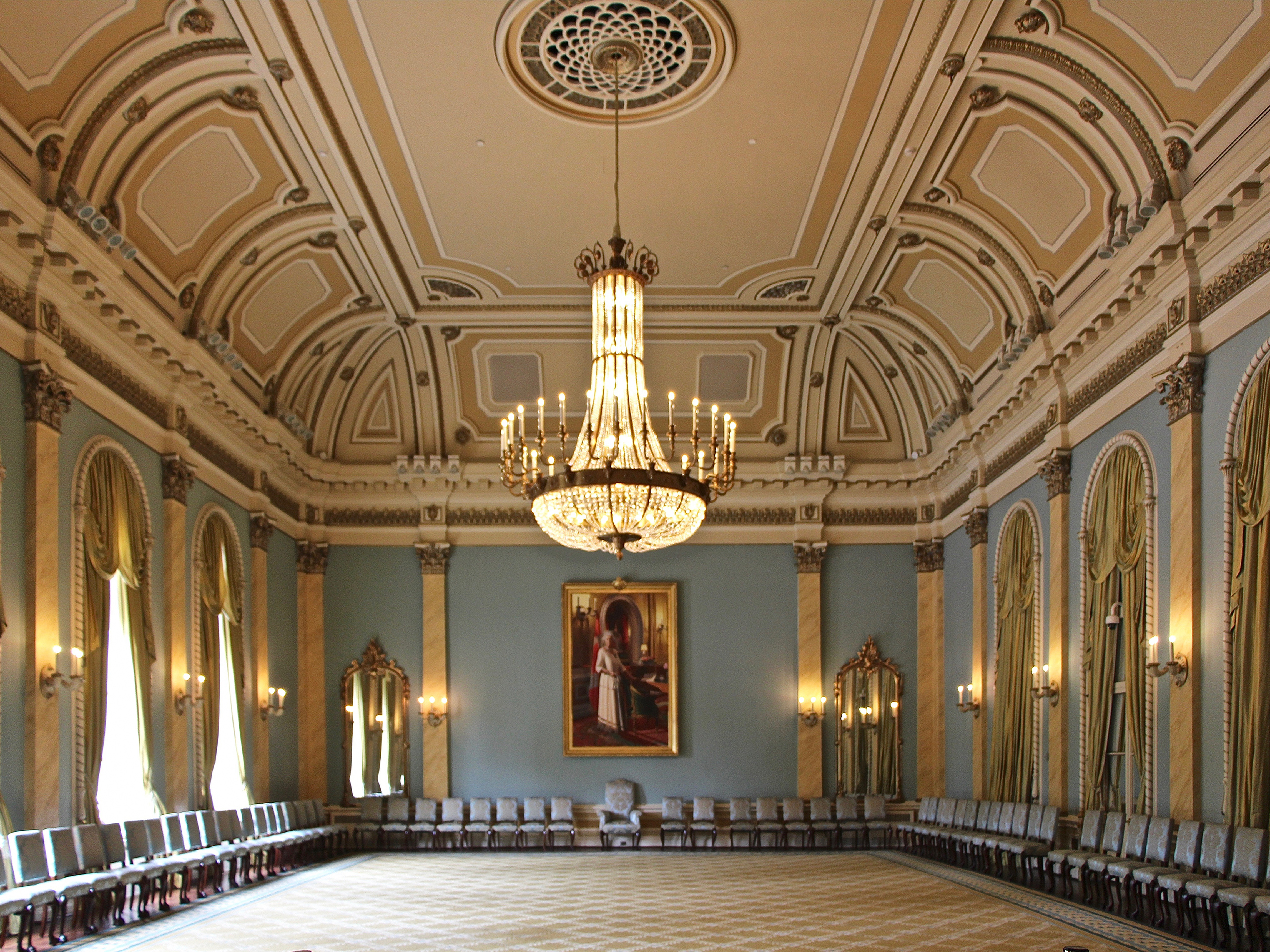
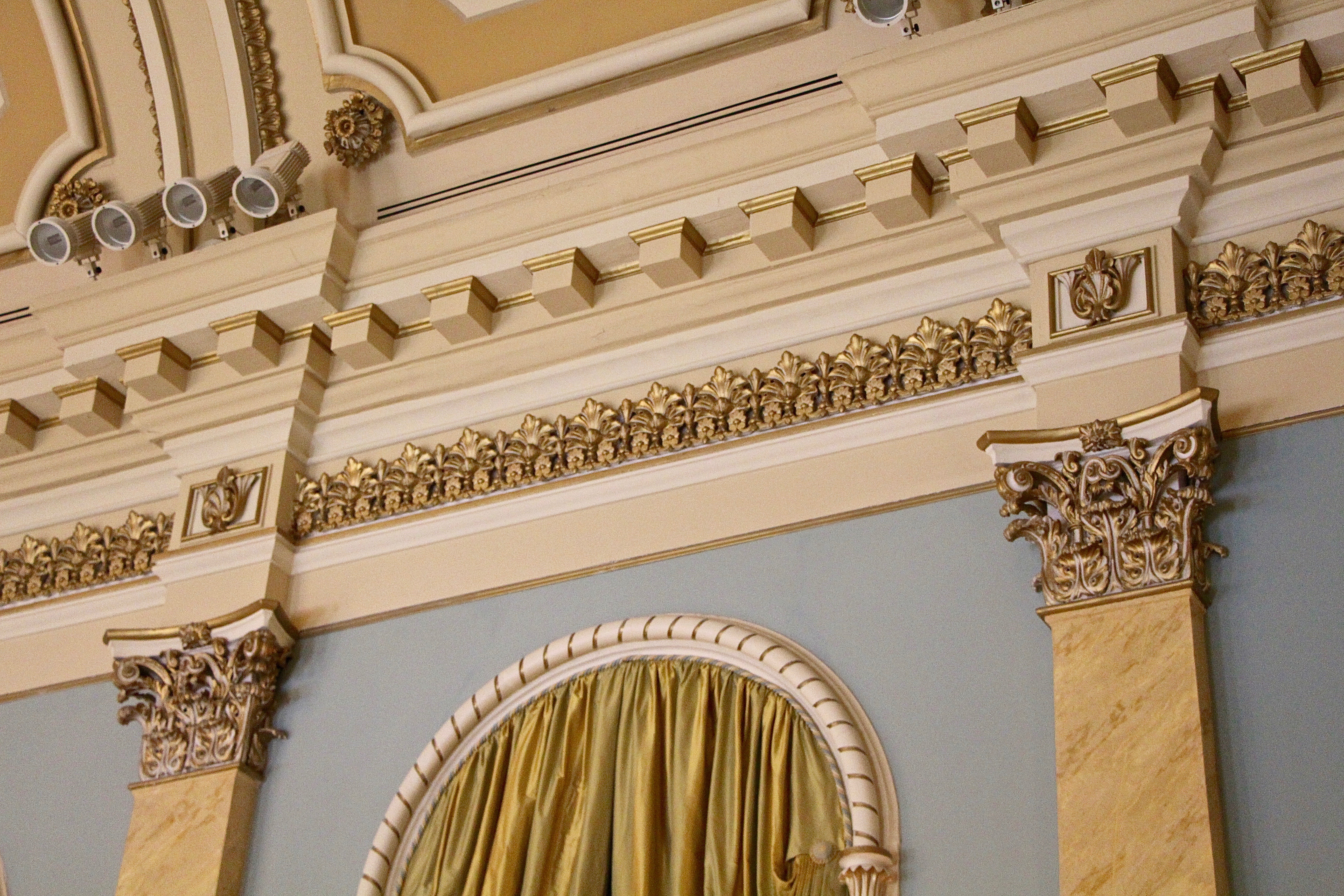
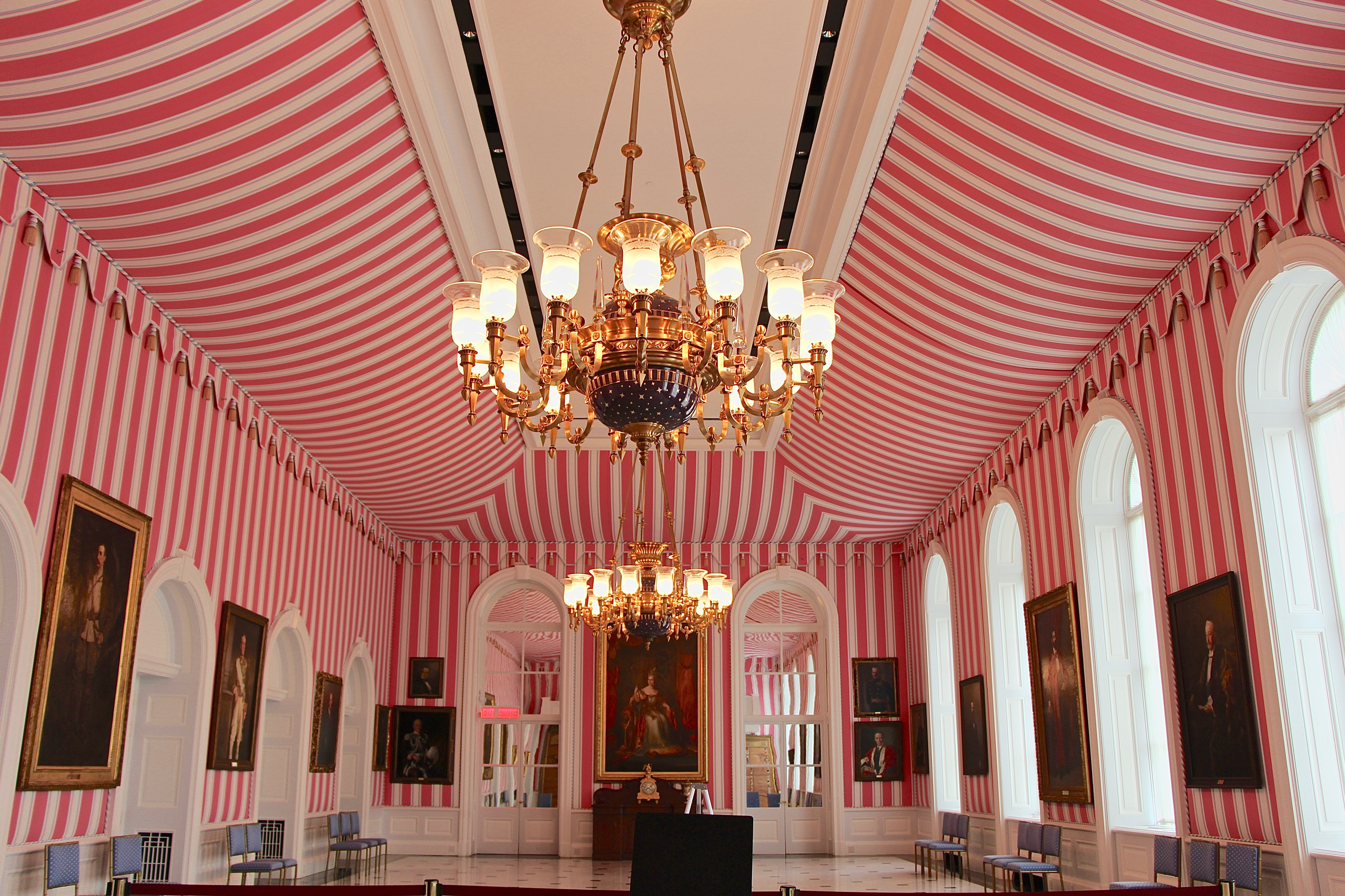
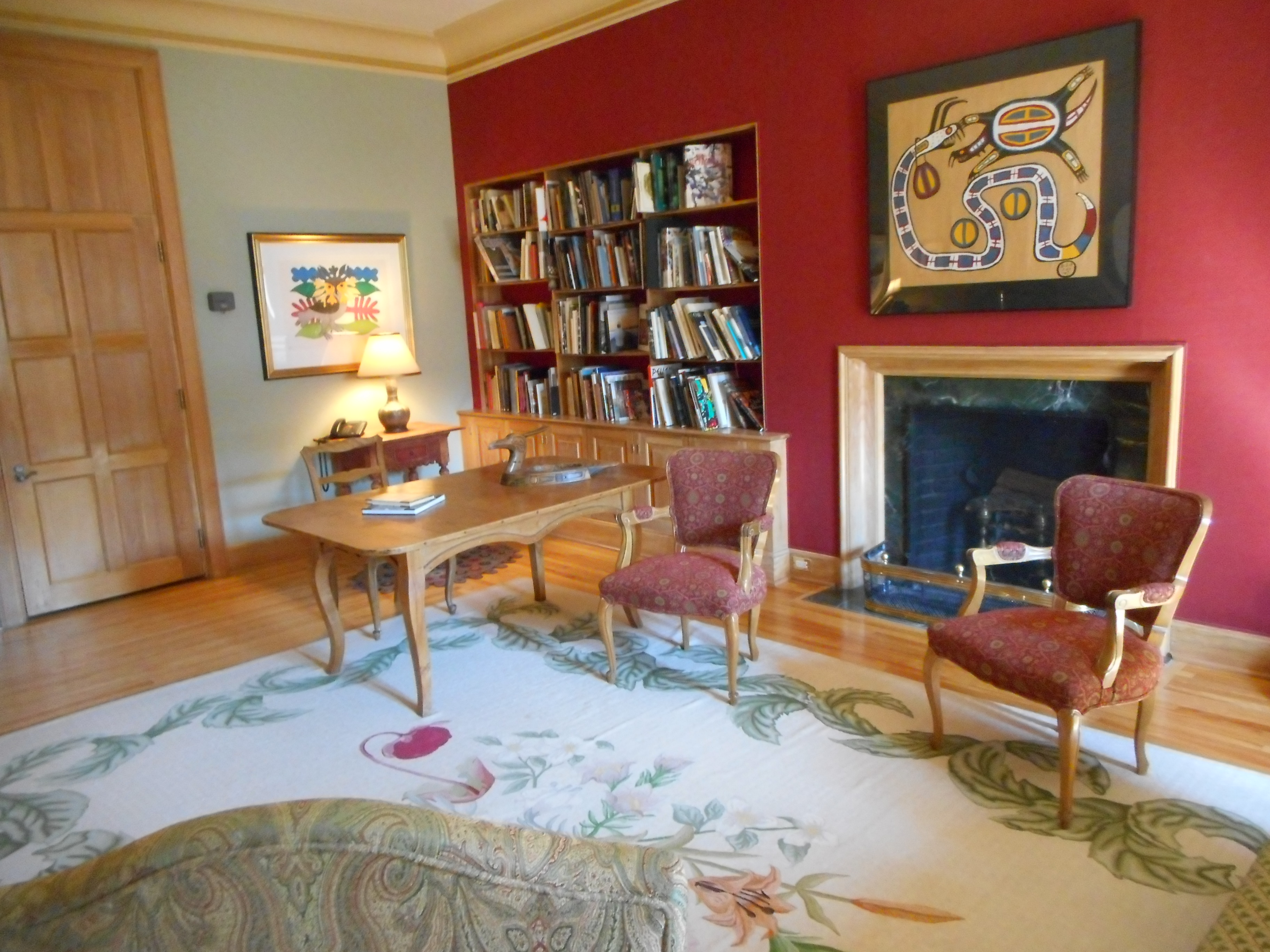
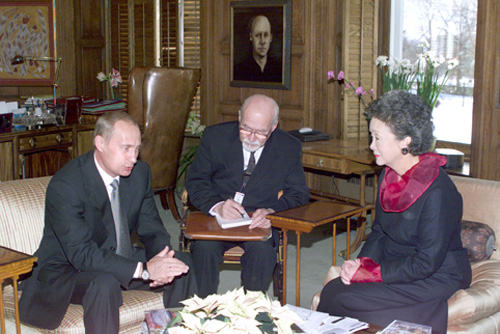
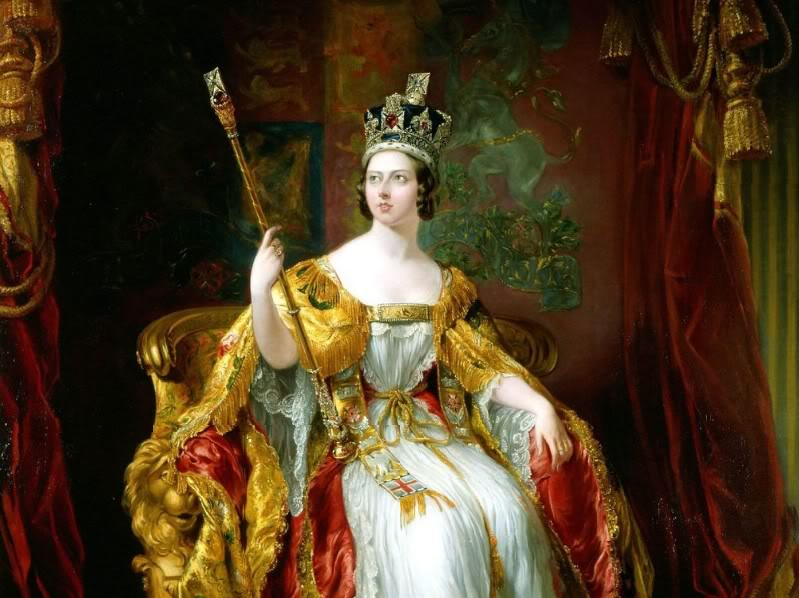
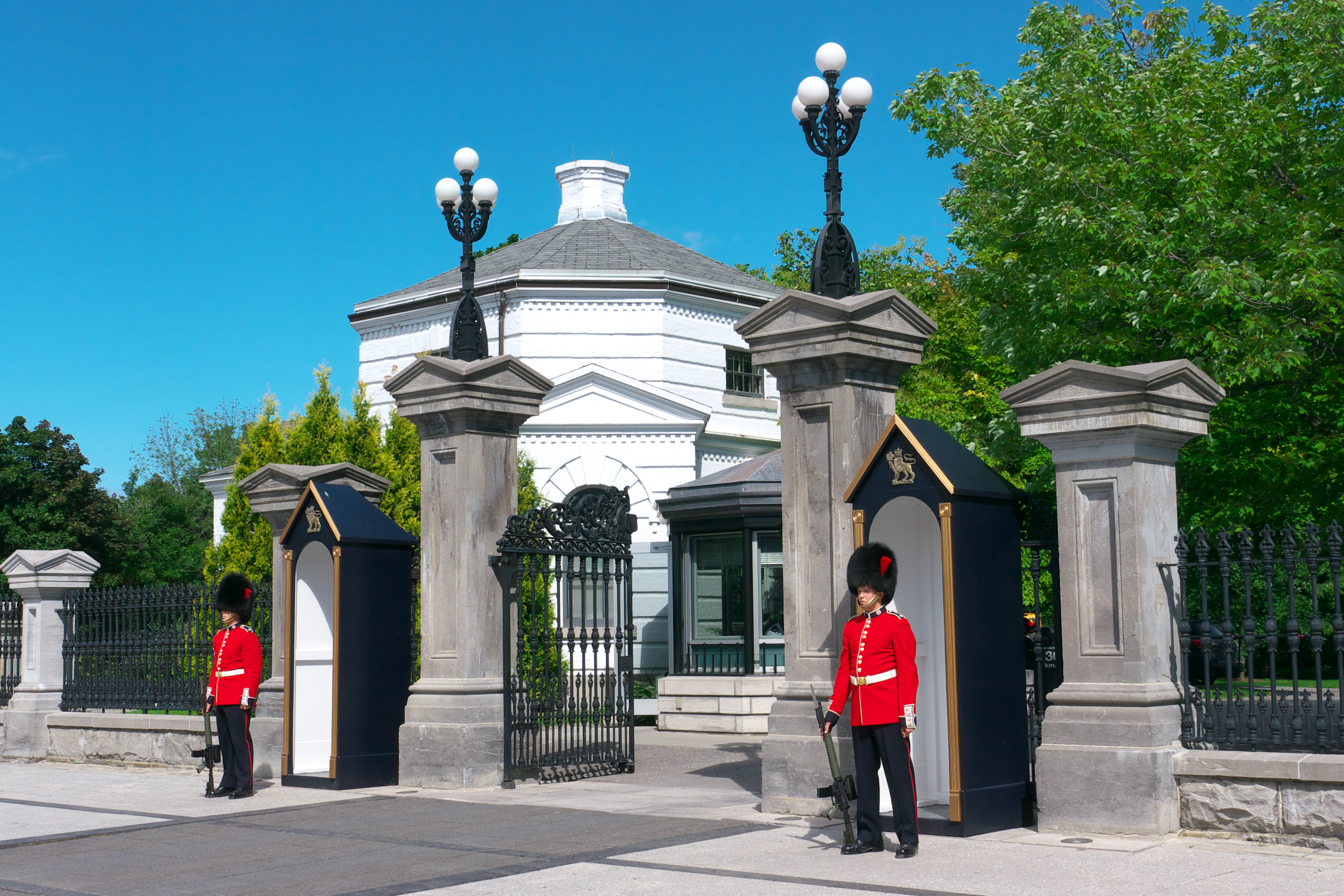
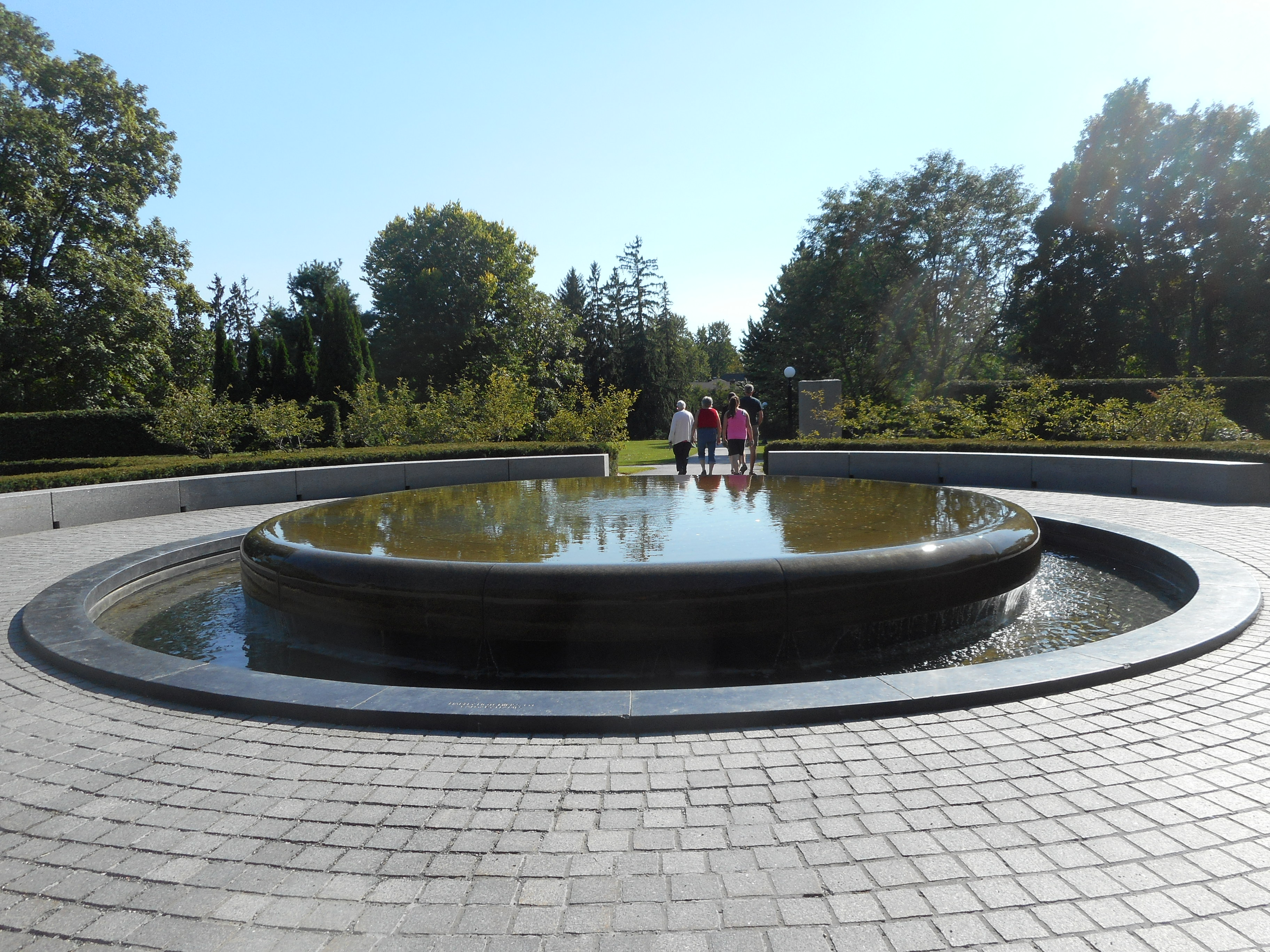